# Ани Крулева
Ани Крулева е български юристка, полковник от МВР, бивша председателка на Националната следствена служба.

## Биография
Родена е на 10 октомври 1941 г. в София. Завършва право в Софийския университет. Започва работа като юрисконсулт в завод „Васил Коларов“. В периода 1992 – 1995 г. оглавява Националната следствена служба. В периода 1992 – 1997 г. е член на Висшия съдебен съвет. Работи като адвокат. Взема отношение по аферата „Оня списък“, като заявява, че се подслушват телефони без уведомлението на следователи. Умира на 20 юли 2013 г. в Загреб.